# Contea di Jefferson (Wisconsin)
La contea di Jefferson (in inglese, Jefferson County) è una contea dello Stato del Wisconsin, negli Stati Uniti. La popolazione al censimento del 2000 era di 74 021 abitanti. Il capoluogo di contea è Jefferson.
Altre città:
- Whitewater